# مینا الحمانی
مینا الحمانی (عربی: مينا الحماني؛ زادهٔ ۲۹ نوامبر ۱۹۹۳) بازیگر اهل اسپانیا است. وی از سال ۲۰۱۴ میلادی تاکنون مشغول فعالیت بوده‌است و به خاطر نقشش در مجموعۀ تلویزیونی الیت و مدرسه شبانه‌روزی: کومبرس شناخته شده‌است.همچنین او به عنوان نقش نادیا یک دختر فلسطینی ساکن اسپانیا در سریال نخبه محصول نت‌فلیکس به ایفای نقش پرداخته است

## زندگی‌نامه
او در مادرید متولد شده و اصالتی مراکشی دارد